# Néa Málgara
Néa Málgara är en ort i Grekland.   Den ligger i prefekturen Nomós Thessaloníkis och regionen Mellersta Makedonien, i den norra delen av landet, 300 km norr om huvudstaden Aten. Néa Málgara ligger 4 meter över havet och antalet invånare är 2 476.
Terrängen runt Néa Málgara är mycket platt.  Närmaste större samhälle är Síndos, 12,4 km nordost om Néa Málgara. Trakten runt Néa Málgara består till största delen av jordbruksmark.